# Igreja de São Caetano (São Caetano)

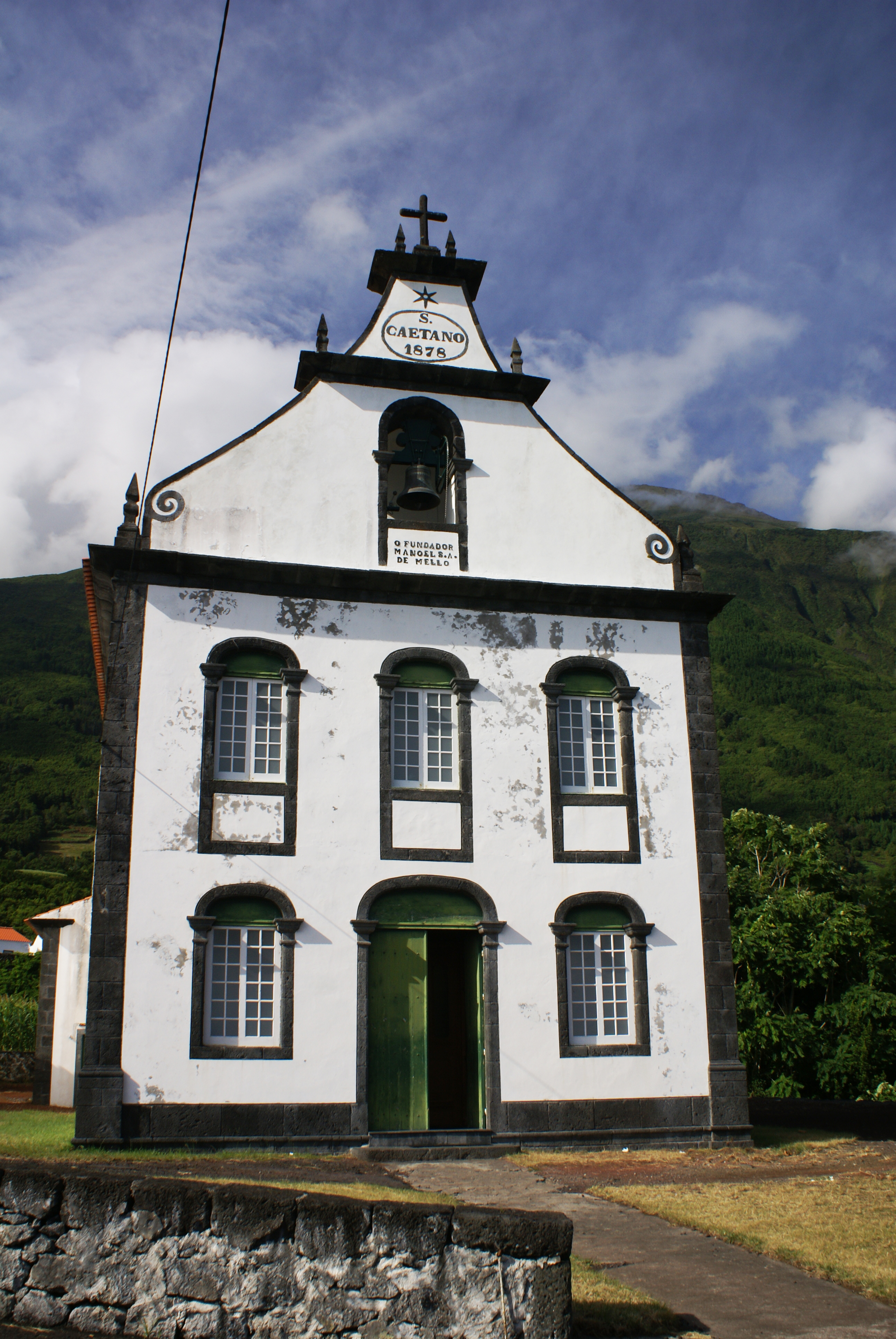
Igreja de São Caetano, fachada.

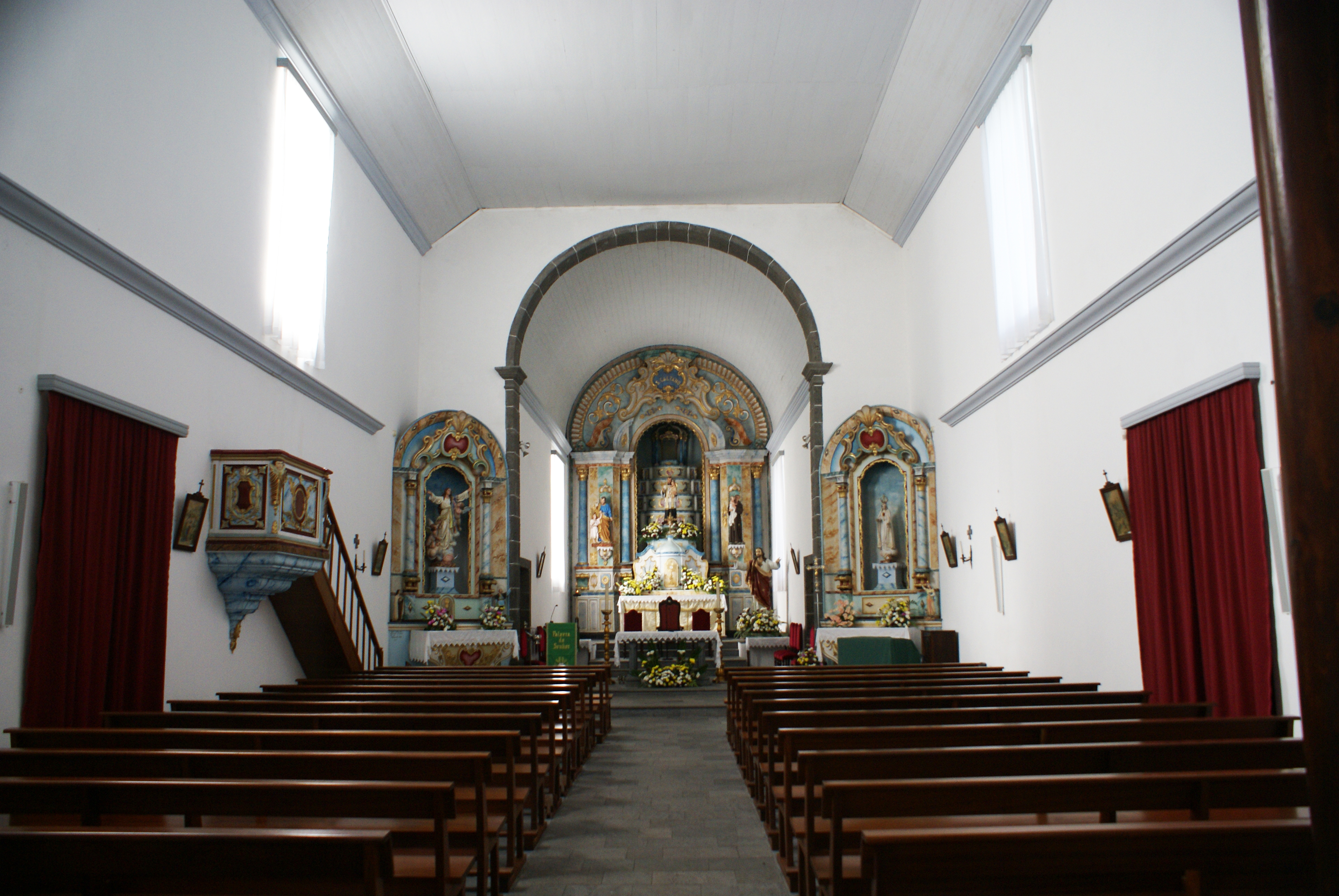
Igreja de São Caetano, nave.

A Igreja de São Caetano é um templo cristão português que se localiza na freguesia de São Caetano, concelho da Madalena do Pico, ilha do Pico, Açores, Portugal.
A construção deste templo recua ao século XIX, mais precisamente a 1878.